# 忍び外伝
『忍び外伝』（しのびがいでん）は、乾緑郎による日本の時代小説。応募時のタイトルは『忍法煙之末』。
第2回朝日時代小説大賞の大賞受賞作。審査員満場一致での大賞受賞作となった。

## ストーリー
伊賀の上忍によって一流の忍者に育てられた主人公が奔走する忍者エンターテインメント
| スタブアイコン | サブスタブ | この項目は、まだ閲覧者の調べものの参照としては役立たない、文学に関連した書きかけの項目です。この項目を加筆・訂正などしてくださる協力者を求めています（P:文学、PJ:ライトノベル）。項目が小説家・作家の場合には{Writer-substub}を、文学作品以外の本・雑誌の場合には{Book-substub}を貼り付けてください。 |